# Consiglio Oleicolo Internazionale

Il logo del COI

Il Consiglio Oleicolo Internazionale (International Olive Council o IOC in inglese, Conseil Oléicole International in francese, e Consejo Oleicola Internacional in spagnolo) è l'unica organizzazione internazionale al mondo dedicata all'olio d'oliva e olive da tavola. Ha la sua sede a Madrid, dove è stato creato nel 1959 sotto gli auspici delle Nazioni Unite. Il Consiglio contribuisce in modo decisivo allo sviluppo responsabile e sostenibile dell'olivo e fornisce un forum mondiale in cui le politiche vengono discusse ed adottate per affrontare le sfide che attendono il settore. Si compone di 19 membri, uno dei quali è l'Unione europea, in rappresentanza di tutti i suoi paesi produttori di olive da tavola ed oli d'oliva.

## Storia
Il COI è stato istituito nel 1959 per gestire i diversi accordi internazionali in materia d'olio che si erano succeduti per cinquanta anni per promuovere l'olivo, l'olio d'oliva e le olive da tavola.
Il primo Accordo Internazionale sull'olio d'oliva ed olive da tavola
è stato adottato il 17 ottobre 1955 durante la Conferenza Internazionale dell'olio d'oliva convocata dal Segretario Generale delle Nazioni Unite e dopo quattordici giorni di negoziato fra la Federazione Internazionale Oleicola (FIO), l'Organizzazione per l'Alimentazione e l'Agricoltura delle Nazioni Unite (FAO) e il Consiglio Economico e Sociale delle Nazioni Unite (ECOSOC). Dopo questo accordo internazionale (chiamato Accordo del 1956), se ne sono succeduti altri 5:
- Accordo del 1963
- Accordo del 1979
- Accordo del 1986
- Accordo del 2005
- Accordo del 2015

Sotto il mandato che è stato affidato dall'Accordo Internazionale, uno degli obiettivi del COI è lo studio e l'applicazione di misure d'armonizzazione delle legislazioni nazionali relative alla commercializzazione dell'olio d'oliva e olive da tavola, al fine di promuovere il commercio internazionale e per individuare i diversi tipi di frodi ed adulterazioni che potrebbero screditare il prodotto ed alterare l'equilibrio del mercato internazionale.
Il Consiglio svolge questo mandato attraverso varie attività svolte nella standardizzazione, ovvero:
- Sviluppo ed attualizzazione della Norma Commerciale applicabile agli oli d'oliva e agli oli di sansa d'oliva[2] e della Norma Commerciale applicabile alle olive da tavola[3]
- Preparazione delle proposte di revisione delle norme alimentari del Codex Alimentarius.
- Creazione di guide di gestione della qualità dell'industria degli oli d'oliva e delle olive da tavola.

La Norma Commerciale applicabile agli oli d'oliva ed agli oli di sansa d'oliva applica i criteri fisico-chimici di ciascuna delle denominazioni d'olio d'oliva e d'olio di sansa d'oliva citate nel Accordo Internazionale, così come i criteri di qualità e purezza che distinguono ogni denominazione. I Membri del Consiglio si impegnano a vietare l'uso di qualsiasi altra denominazione diversa da quella specificata.
La Norma Commerciale indica anche la metodologia per il campionamento e l'analisi chimica degli oli. Per definire gli strumenti più adatti a questo scopo, il COI ha il supporto d'esperti in chimica oleicolo dei suoi paesi membri, che hanno contribuito a definire i diversi metodi. Il COI collabora anche con altre organizzazioni internazionali e, a volte, si riferisce ai metodi d'analisi dell'Organizzazione Internazionale per la Normazione (ISO), l'Unione Internazionale di Chimica Pura e Applicata (IUPAC) e la Società Americana di Chimici d'Oil (AOCS).
Infine, la Norma Commerciale affronta anche altre questioni, come gli additivi alimentari, i contaminanti, l'igiene, l'imballaggio, la tolleranza in materia di riempimento di contenitori ed etichettatura dell'olio d'oliva e dell'olio di sansa d'oliva.
Le diverse categorie di denominazioni degli oli d'oliva e degli oli di sansa d'oliva con la definizione per ogni termine sono dati.
I. L’olio d'oliva è l'olio ottenuto esclusivamente dal frutto dell'olivo, con esclusione degli oli ottenuti mediante solventi o con processi di riesterificazione e qualsiasi miscela con oli di altra natura. Viene classificato come segue:
A. Oli d'oliva vergini: oli ottenuti dal frutto dell'olivo soltanto mediante processi meccanici o altri fisici in condizioni, specialmente termiche, che non causano l'alterazione dell'olio, e che non hanno alcun trattamento diverso dal lavaggio, la decantazione, la centrifugazione e la filtrazione. Sono classificati e designati come segue:
a) Oli d'oliva vergine adatti al consumo nel modo in cui sono ottenuti:
i) Olio d'oliva extra vergine: olio d'oliva vergine la cui acidità libera espressa in acido oleico è come massimo di 0,8 g per 100g e le cui altre caratteristiche corrispondono a quelle previste per questa categoria;
ii) Olio d'oliva vergine: olio d'oliva vergine la cui acidità libera espressa in acido oleico è come massimo di 2,0 g per 100g e le cui altre caratteristiche corrispondono a quelle previste per questa categoria;
iii) Olio d'oliva vergine comune: olio d'oliva vergine in cui acidità libera espressa in acido oleico è come massimo di 3,3 g per 100 g e le cui altre caratteristiche corrispondono a quelle previste per questa categoria (questo prodotto può essere venduto solo direttamente al consumatore se è consentito nel paese di vendita al dettaglio; se non è così, la denominazione di questo prodotto sarà adattata alle disposizioni legislative del paese in questione).
b) Olio d'oliva vergine non adatto per il consumo tal quale: Olio d'oliva vergine lampante: olio d'oliva vergine la cui acidità libera espressa in acido oleico è superiore a 3,3 g per 100 g e/o le cui caratteristiche organolettiche e altre corrispondono a quelle previste per questa categoria. Esso è destinato alla raffinazione per il consumo umano o usi tecnici. 
B. Olio d'oliva raffinato: olio d'oliva ottenuto dalla raffinazione di oli d'oliva vergini. La sua acidità libera espressa in acido oleico è come massimo di 0,3 g per 100g, e le cui altre caratteristiche corrispondono alle previste per questa categoria (questo prodotto può essere venduto direttamente al consumatore se è consentito nel paese di vendita al dettaglio).
C. Olio d'oliva: olio costituito da una miscela d'olio d'oliva raffinato e di oli d'oliva vergini adatti al consumo tal quale. La sua acidità libera espressa in acido oleico è come massimo di 1 g per 100 g, e le cui altre caratteristiche sono conformi a quelle previste per questa categoria (il paese di vendita al dettaglio può richiedere una denominazione più precisa).
II. L’olio di sansa d'oliva è l'olio ottenuto mediante trattamento con solventi o altri mezzi fisici di sanse d'oliva, con l'esclusione degli oli ottenuti con processi di riesterificazione e qualsiasi miscela con oli di altra natura. Classificato come segue:
A. Olio di sansa d'oliva crudo: olio di sansa d'oliva le cui caratteristiche rientrano in quelle previste per questa categoria. Esso è destinato alla raffinazione per il consumo umano o usi tecnici.
B. Olio di sansa d'olivo raffinato: olio ottenuto dalla raffinazione dell'olio di sansa crudo. La sua acidità libera espressa in acido oleico è come massimo di 0,3 g per 100 e le cui altre caratteristiche corrispondono alle previste per questa categoria (questo prodotto può essere venduto direttamente al consumatore solo se è consentita la sua vendita al dettaglio nel paese).
C. Olio di sansa d'oliva: olio costituito da una miscela d'olio di sansa d'oliva raffinato e d'oli d'oliva vergini adatti al consumo nel modo in cui sono ottenuti. La sua acidità libera espressa in acido oleico è come massimo di 1 g per 100 g e le cui altre caratteristiche corrispondono alle previste per questa categoria. Questa miscela non può in alcun caso essere chiamata “olio d'oliva” (il paese di vendita al dettaglio può richiedere una denominazione più precisa).

## Membri del COI
- Albania (2009)
- Algeria (1963)
- Arabia Saudita (2023)
- Argentina (1965 – 1974, 2009)
- Egitto (1964)
- Georgia (2019)
- Giordania (2002)
- Iran (2004)
- Israele (1958)
- Libano (1973)
- Libia (1956, 2003)
- Marocco (1958)
- Montenegro (2007)
- Palestina (2017)
- Tunisia (1956)
- Turchia (1963 – 1998, 2010)
- Unione europea
  - 27 stati membri UE dal 2020
- Uruguay (2013)
- Uzbekistan (2021)

## Sede
Ha sede a Madrid dal 1959, anno della sua fondazione. Da allora, il Consiglio Oleicolo Internazionale ha firmato quattro accordi successivi di sede col Regno di Spagna, il paese in cui ha sede l'organizzazione. In tale accordi sono stati stipulati i diritti, immunità e privilegi della sede, personale e rappresentanti del COI. L'accordo attuale è in vigore dal 16 aprile 2021.

## Lingue ufficiali
Il COI ha come lingue di lavoro il francese e l'inglese, e come lingue ufficiali l'arabo, il francese, l'inglese, l'italiano e lo spagnolo.

## Finanziamenti
Il finanziamento del Consiglio Oleicolo Internazionale è fornito esclusivamente dai contributi obbligatori degli stati membri, in conformità con l'articolo 17 del Accordo.
Ogni anno, in occasione della riunione annuale, il Consiglio dei Membri determina l'importo del contributo da versare per ogni Stato membro per l'anno solare successivo, calcolato dal numero d'azioni corrispondenti ad ogni membro, in virtù delle disposizioni dell'articolo 8 del Accordo.

## Struttura
Il COI ha una struttura articolata in tre elementi fondamentali: il Consiglio dei Membri e i suoi Comitati, il Presidente dell'Organizzazione e la Segretaria Esecutiva.

### Consiglio dei Membri
Il Consiglio dei membri è il principale organo decisionale del Consiglio oleicolo internazionale. È composto da un rappresentante per ciascun membro, eventualmente affiancato da supplenti e consiglieri. Si riunisce almeno una volta l'anno per esaminare il lavoro svolto dall'organizzazione e approvare il programma di attività e il bilancio dell'anno successivo. Le sessioni del Consiglio dei membri si tengono in genere presso la sede del COI.
Le decisioni del consiglio dei membri sono prese per consenso. Se risulta impossibile ottenere una decisione per consenso, si fa ricorso a una procedura che permette l'adozione di decisioni a maggioranza qualificata.

### Comitati
Il dibattito in sede di comitati pone le basi delle proposte e dei piani di azione triennali che verranno sottoposti e approvati dal Consiglio dei membri. Oggi i comitati del COI sono cinque:
- Comitato Economico e di Promozione: Esamina e approva le statistiche compilate dal Segretariato esecutivo in materia di produzione, consumo, importazioni, esportazione e scorte di olio di oliva e olive da tavola. Segue gli sviluppi del mercato e delle politiche nazionali nel settore oleicolo e formula proposte per favorire l'equilibrio tra domanda e offerta. Il comitato inoltre esamina il lavoro svolto e i programmi futuri in materia di attività e campagne di promozione del consumo di olio di oliva e olive da tavola. Ha inoltre funzioni di orientamento nei confronti delle strategie promozionali del COI.
- Comitato di Chimica, Standardizzazione e Ricerca: analizza e discute i programmi e le attività in materia di chimica oleicola e standardizzazione, si occupa di accreditare laboratori di analisi fisico-chimica e panel sensoriali valutandone le performance, organizza discussioni e tavoli tecnici su qualità, composizione e limiti di legge per oli da oliva e olive da mensa, gestisce gli accordi sul  controllo di qualità e le procedure di arbitrato.
- Comitato di Olivicoltura, Assistenza Tecnica ed Ambiente:  si occupa di formazione e assistenza tecnica "su misura" per i paesi membri, ricerca e sviluppo in materia di olivicoltura e risorse genetiche, trasferimento tecnologico.
- Comitato Finanziario: il comitato è responsabile del controllo finanziario del Consiglio oleicolo internazionale. Esamina i conti del COI e analizza i progetti di bilancio annuali presentati dal segretariato esecutivo. Il programma di attività del COI è finanziato in base ai contributi dei membri ai tre bilanci dell'organizzazione: bilancio amministrativo, bilancio di cooperazione tecnica e bilancio promozione.
- Comitato Consultivo: Questo comitato è un interlocutore di grande importanza per il Consiglio dei membri. I suoi rappresentanti provengono infatti da tutti i settori del mondo dell'olivo: produzione, trasformazione, distribuzione e consumo. Gli operatori conoscono da vicino le problematiche del settore e possono aiutare il segretariato esecutivo ad identificare soluzioni efficaci: questo comitato offre pertanto agli ambienti professionali uno spazio in cui far sentire la loro voce.

### Il Presidente della Organizzazione
Il Consiglio dei membri elegge un presidente, il cui mandato, assunto a rotazione, ha la durata di un anno. Le elezioni possono avvenire in base a criteri di rotazione alfabetica della presidenza tra gli Stati membri del Consiglio Oleicolo Internazionale, i cui nome vengono espressi a tal fine in lingua spagnola.
Il presidente, che è il rappresentante legale del COI, svolge un ruolo centrale nella vita dell'organizzazione e presiede le riunioni e sessioni dell'organizzazione. 
Ogni anno si procede all'elezione di un vicepresidente che assumerà il successivo mandato di presidenza.

### Il Segretariato esecutivo
Il COI dispone di un segretariato esecutivo composto dal Direttore esecutivo, dal collegio degli alti funzionari, composto dal Direttore Aggiunto e dal Delegato Finanziario e dal resto del personale. Il Segretariato esecutivo costituisce il braccio operativo del COI: esso dà concreta attuazione alle decisioni e alle strategie dell'organizzazione. Le unità del Segretariato esecutivo sono sei: Unità di Studi e Valutazione, Unità Tecnica, Unità di Chimica Oleicola e Sviluppo di Norme, Unità di Promozione, Unità Amministrativa e l'Unità Finanziaria, oltre al Dipartimento di Direzione.
- Unità di Economia e Promozione: Le attività di questa unità includono la raccolta e la diffusione di dati economici, la coordinazione della riunione del Comitato Economico, la realizzazione di equilibri mondiali di olio d'oliva e di olive da tavola, la coordinazione delle riunioni del Comitato Consultivo, lo sviluppo d'indagine sulle infrastrutture del settore della oliva e le politiche nazionali e l'organizzazione delle riunioni del gruppo di lavoro di Statistiche. È anche l'unità responsabile del coordinamento di campagne di promozione nei paesi consumatori non tradizionali, offre sovvenzioni per attività promozionali nei mercati dei paesi tradizionalmente considerati come produttori e consumatori, predispone materiale informativo e partecipa a eventi promozionali. Inoltre, è responsabile della produzione della rivista ufficiale del COI, “OLIVÆ”[4]
- Unità di Chimica Oleicola e Sviluppo di Norme: Questa unità è specificamente responsabile delle guide di gestione e lo sviluppo di norme applicabile per gli oli d'oliva e olive da tavola. Esso è anche responsabile dello sviluppo di metodi di analisi chimica e sensoriale di questi prodotti. Si propongono l'applicazione delle norme per le caratteristiche fisiche, chimiche e organolettiche, nonché l'armonizzazione dei metodi di analisi degli oli d'oliva, oli di sansa d'oliva e olive da tavola. Concede il riconoscimento ai laboratori di analisi fisico-chimica ed ai panel sensoriali che mostrano, attraverso test di screening regolari, la loro competenza in applicazione dei metodi raccomandati di analisi; premia i migliori oli candidati al Premio di qualità del Consiglio Oleicolo Internazionale “Mario Solinas”[5] e altri premi nazionali patrocinati dal COI. Inoltre coordina il programma di controllo della qualità degli oli d'oliva e di sansa d'oliva commercializzati nei mercati di importazione[6]. Si occupa infine di coordinare la formazione di laboratori e panel, organizzare meeting e seminari tecnici e gestire la rete di contatti con istituti ed enti di ricerca, allo scopo di favorire la discussione scientifica e coordinare progetti di ricerca in materie attinenti questa unità.
- Unità di Olivicoltura, Assistenza Tecnica ed Ambiente: Questa unità è responsabile dello studio, sviluppo e promozione della diffusione di tecnologie per modernizzare l'olivicoltura e la trasformazione dei prodotti dell'olivo, e per migliorare la qualità del prodotto. L'unità realizza progetti di R&S, cercando di promuovere l'uso di tecniche moderne, sia nell'uliveto come nei impianti di trattamento di olio d'olive e olive da tavola, al fine di aumentare la produzione, ridurre i costi, migliorare la qualità e proteggere l'ambiente. Organizza anche incontri e seminari, pubblica guide e manuali pratici, organizza corsi di formazione e fornisce assistenza tecnica e formazione.
- Unità Amministrativa: È l'unità responsabile dell'attuazione del bilancio amministrativo, in particolare, gli aspetti logistici e di personale.
- Unità Finanziaria: Questa unità è responsabile degli aspetti orizzontali dei tre bilanci del COI.

## Chi può aderire al COI
Al COI, organizzazione intergovernativa internazionale, possono aderire solo Governi di Stati oppure organizzazioni internazionali abilitate a negoziare, concludere ed applicare accordi internazionali, specie nel settore dei prodotti di base.
Il governo del paese che desidera aderire presenta una domanda in tal senso al Consiglio dei membri tramite il ministero degli esteri o altro ministero competente, oppure tramite la sua ambasciata in Spagna.
Il Consiglio dei Membri esamina la domanda e fissa le condizioni di adesione del paese interessato. In particolare, viene determinato in numero di quote di partecipazione al bilancio complessivo del COI e si indica un termine per il deposito dello strumento di adesione presso il governo spagnolo, depositario dell'Accordo.
L'adesione prende effetto con il deposito dello strumento.
Aziende private o individui non possono divenire membri del COI.

## Osservatori
Tre categorie di osservatori sono ammesse ad assistere alle sessioni del COI o a parte di esse, previa autorizzazione del Consiglio dei membri.
- Organizzazioni e istituzioni internazionali: l'Organizzazione delle Nazioni Unite (ONU) e i suoi organismi, in particolare la Conferenza delle Nazioni Unite per il Commercio e lo Sviluppo (UNCTAD), il Programma delle Nazioni Unite per lo sviluppo (UNDP), l'Organizzazione Mondiale per la Sanità (OMS), l'Organizzazione delle Nazioni Unite per l'Agricoltura e l'Alimentazione (FAO), il Programma congiunto FAO/OMS della Commissione del Codex Alimentarius[7], l'Organizzazione internazionale del lavoro (OIL), l'Organizzazione delle Nazioni Unite per l'Educazione, la Scienza e la Cultura (UNESCO) e altre agenzie specializzate delle Nazioni Unite.
- Organizzazioni intergovernative, governative e non governative in grado di contribuire al finanziamento delle attività del COI.
- I governi di Stati membri o osservatori presso le Nazioni Unite, o presso una delle organizzazioni citate nel primo paragrafo, che intendano aderire all'Accordo.

## Premio Mario Solinas
Il Premio di qualità "Mario Solinas" del COI è un concorso annuale di olio extra vergine di oliva. È stato lanciato nel 2000 per incoraggiare i singoli produttori, associazioni di produttori e confezionatori che commerciano olio di oliva extra vergine. Nel dedicare il premio a Mario Solinas, il COI ha reso omaggio alla memoria del ricercatore italiano che tanto ha fatto, in stretta collaborazione con il Consiglio, per standardizzare i criteri di qualità di olio d'oliva.

## Direttori esecutivi
Fin dalla sua fondazione le seguenti persone sono state Direttori esecutivi del Consiglio di Amministrazione:
- Pierre Bonnet (1960 – 1962)
- Lucien Denis (1962 – 1980)
- Gabriele Luzi (1980 – 1987)
- Fausto Luchetti (1987 – 2002)
- Ahmed Touzani (2002 – 2004)
- Habib Essid (2004 – 2007)
- Mohammed Ouhmad Sbitri (2007 – 2010)
- Jean-Louis Barjol (2011 - 2015)
- Abdellatif Ghedira (2016 -  data attuale)